# David Vseviov

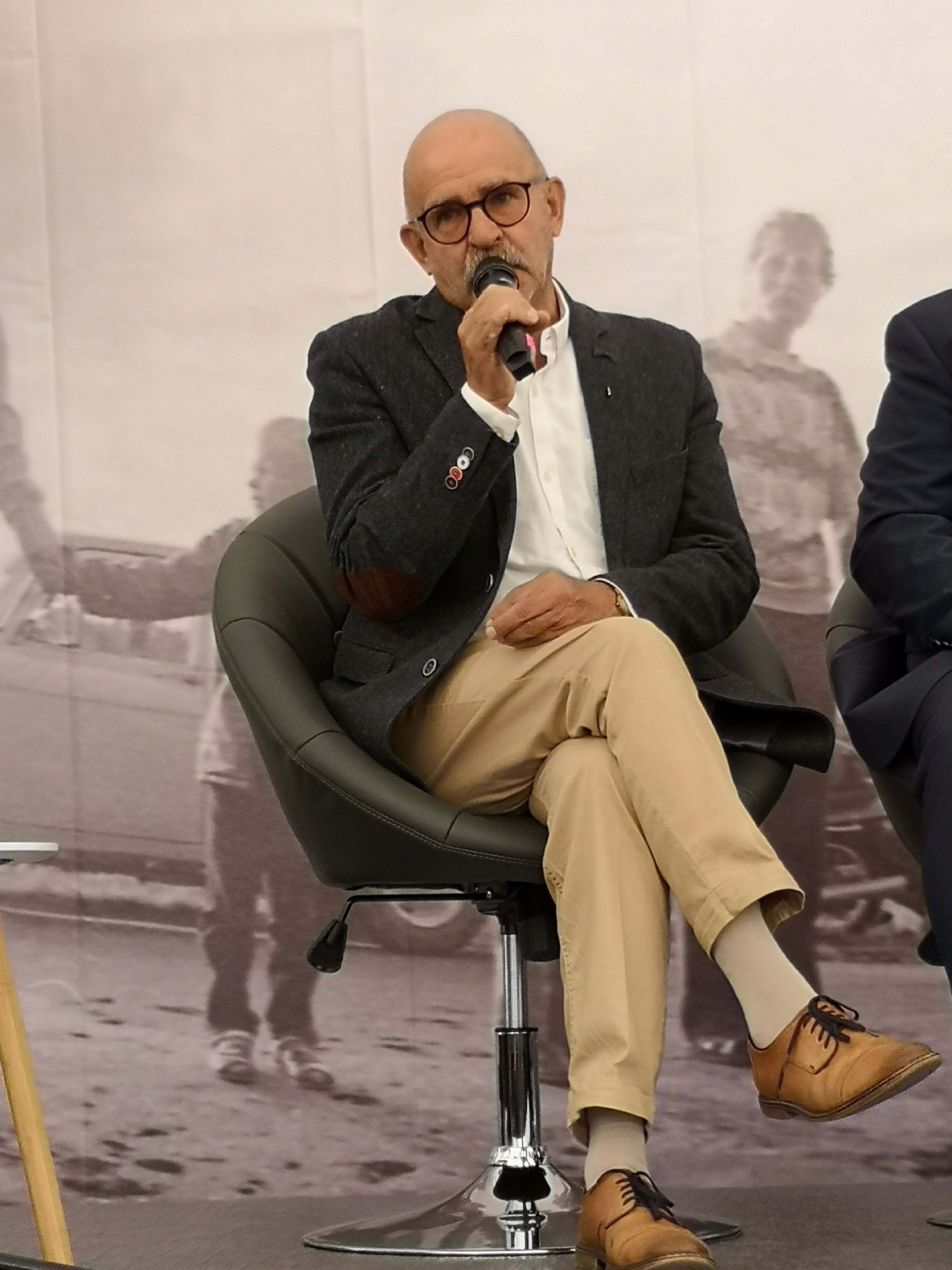
David Vseviov, 2019

David Vseviov (* 27. Mai 1949 in Tallinn) ist ein estnischer Historiker.

## Leben und Werk
Vseviov machte 1966 in Tallinn Abitur und studierte anschließend an der Universität Tartu Geschichte. Das Studium schloss er 1971 mit dem Diplom ab, weitere akademische Grade erlangte er 1977 (Kandidat der Geschichtswissenschaft) und 2003 (Dr. phil.).
Vseviov arbeitete am Historischen Institut der Akademie der Wissenschaften in Tallinn und wurde vor allem durch seine Sendungen beim Estnischen Rundfunk bekannt. Seit 1986 ist er Professor an der Estnischen Kunstakademie.

## Forschungstätigkeit
Der Forschungsschwerpunkt von Vseviov liegt auf der russischen Geschichte, aber er hat ebenso Publikationen zur jüngsten (estnischen) Zeitgeschichte wie allgemein zur osteuropäischen Geschichte vorgelegt. 2019 publizierte er einen viel beachteten autobiografischen Roman, der gleichzeitig als zeitgeschichtliches Dokument über das Ende der 1940er-Jahre gelesen werden kann, da er – wie der Untertitel verrät – nur die ersten beiden Wochen des Autors behandelt.

## Ehrungen
- 2001 Orden des weißen Sterns (V. Klasse)
- 2005 Kulturpreis der Republik Estland
- 2016 Europäischer Bürgerpreis
- 2016 Goldenes Mikrofon

## Bibliografie (Auswahl)
- Tallinna taastamine 1944–1950. Dokumente ja materjale. Tallinn: Eesti Raamat 1984. 196 S.
- Nõukogudeaegne Narva. Elanikkonna kujunemine 1944–1970. Tartu: Okupatsioonide Repressiivpoliitika Uurimise Riiklik Komisjon 2001. 103 S.
- Kirde-Eesti urbaanse anomaalia kujunemine ning struktuur pärast Teist maailmasõda. Tallinn: Tallinna Pedagoogikaülikooli kirjastus 2002. 104 S.
- (gemeinsam mit Vladimir Sergejev) Venemaa – lähedane ja kauge. Aegade algusest kuni Vassili III-ni. Tallinn: Valgus 2002. 538 S.
- Bütsantsi keisrid. Valitsejad purpuris. Tallinn: Kunst 2004. 534 S.
- (gemeinsam mit Vladimir Sergejev) Venemaa – lähedane ja kauge. Vürstiriigist tsaaririigiks. Ivan IV. Tallinn: Valgus 2007. 537 S.
- Aja vaimud. Kirjutisi 1996–2009. Tallinn: Valgus 2009. 417 S.
- (gemeinsam mit Juhan Maiste) Patarei. Merekindlus ja vangla Tallinnas. Tallinn: Koolibri 2011. 165 S.
- Suur ajaloo mälumäng. 1000 küsimust ja vastust ajaloo kohta. Tallinn: Cum Laude 2012. 206 S.
- (gemeinsam mit Irina Belobrovtseva und Aleksander Danilevskij) Vaenlase kuju. Eesti kuvand nõukogude karikatuuris 1920–1940. aastatel. Tallinn: Valgus 2013. 151 S.
- Venemaa. Российская Федерация. Tallinn: United Press Global 2014. 39 S. (auch auf Schwedisch und Finnisch)
- (gemeinsam mit Vladimir Sergejev) Venemaa – lähedane ja kauge. Viimasest Rjurikovitšist esimese Romanovini. Tallinn: Valgus 2017. 654 S.